# فارناک یکم، پادشاه پنتوس

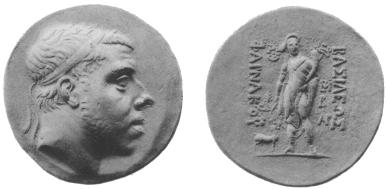
چهره فارناک یکم پنتوس سال ۱۴۵ - ۱۶۹ پیش از میلاد پسر مهرداد سوم. نوشته یونانی پشت سکه «ΒΑΣΙΛΕΩΣ ΦΑΡΝΑΚΟΥ» به معنی پادشاه فارناک.

فارناک یکم (به پارسی باستان: 𐎳𐎠𐎼𐎴𐎣؛ نویسه‌گردانی: *Farnaka-؛ زبان یونانی باستان: Φαρνάκης؛ نویسه‌گردانی: Pharnákēs)، پادشاه پنتوس بود که در ۲ سده ۲ پیش از میلاد زندگی می‌کرده؛ وی پنجمین پادشاه پنتوس و از تبار پارسیان بوده است.
فارناک یکم پسر مهرداد سوم، پادشاه پنتوس (Mithridates III of Pontus) و همسر وی لائودیس (Laodice) است.

## منبع‌ها و برگرفتگاه‌ها
1. ↑  «Pharnaces I of Pontus». ویکی‌پدیای انگلیسی.